# Sebastian Fillenberg
Sebastian Fillenberg (* 1979 als Sebastian Fischer) ist ein deutscher Filmkomponist.
Sebastian Fillenberg spielt seit jungen Jahren Violine, Klavier, Schlagzeug und Gitarre. Er studierte Musik auf Lehramt auf der Hochschule für Musik und Theater München und danach 2004 bis 2006 Filmmusik beim Berklee College of Music in Boston. Seit 2007 betätigt er sich als freischaffender Komponist in München.
Mit seiner Arbeit für Wir waren Könige wurde er 2015 für den Deutschen Filmmusikpreis nominiert.

## Filmografie (Auswahl)
- 2012: Schnee (Dokumentarfilm)
- 2014: Wir waren Könige
- 2016: Polizeiruf 110: Im Schatten
- 2016: Die Informantin
- 2017: Sommerhäuser
- 2017: Willkommen bei den Honeckers
- 2018: Polizeiruf 110: Starke Schultern
- 2018: Die defekte Katze
- 2018: Polizeiruf 110: In Flammen
- 2018: Der Kriminalist (Fernsehserie, 2 Folgen)
- 2019: Das Ende der Wahrheit
- 2019: Polizeiruf 110: Mörderische Dorfgemeinschaft
- 2019: Der Irland-Krimi: Die Toten von Glenmore Abbey
- 2019: Der Irland-Krimi: Mädchenjäger
- 2019: Unterm Birnbaum
- 2020: Ein Sommer auf Mykonos
- 2020: Tatort: Krieg im Kopf
- 2020: Kein einfacher Mord
- 2020: Haeberli
- 2021: Tatort: Und immer gewinnt die Nacht
- 2021: Der Irland-Krimi: Das Verschwinden
- 2021: Der Irland-Krimi: Vergebung
- 2022: Ostfriesensühne
- 2022: Tatort: Mord unter Misteln
- 2022: Der Irland-Krimi: Preis des Schweigens
- 2022: Der Irland-Krimi: Familienbande
- 2024: Der Buchspazierer
- 2024: Märchenperlen: Dornröschen und der Fluch der siebten Fee (Fernsehreihe)
- 2025: High Stakes (Fernsehserie)